# Damas Gisimba
Damas Gisimba Mutezintare est un rwandais qui a sauvé plus de 400 enfants lors du génocide contre les Tutsi en 1994.

## Biographie

### Enfance, éducation et débuts
Damas Gisimba Mutezintare est né à Goma. Son père est lui-même allé en exil après s'être opposé au premier pogrom antitutsi de 1959.

### Parcours
Damas Gisimba Mutezintare dirige un orphelinat à Kigali crée par son père. Il est connu pour avoir sauvé 400 enfants lors du génocide de 1994 au Rwanda,. En 2007, il est élevé au rang de juste parmi les nations. Il est surnommé l'homme au cœur d'or,. 
Il meurt le 4 juin 2023, à l'âge de 61 ans,,.